# Harpactocrates gredensis
Harpactocrates gredensis là một loài nhện trong họ Dysderidae.
Loài này thuộc chi Harpactocrates. Harpactocrates gredensis được miêu tả năm 1986 bởi Ferrández.